# روبلوكس
روبلوكس (بالإنجليزية: Roblox) هي لعبة أونلاين متوفرة على أجهزة أندرويد وآي أو إس والحاسب الآلي والأكس بوكس ون مصممة للأطفال والمراهقين من عمر 8-18، حيث ينشئون شخصيتهم الرقمية وتزيينها وتلبيسها، ويمكنهم أيضًا أن يطلقوا العنان لخيالهم ويصنعوا ألعابهم الخاصة، وتستخدم نظام لوا لصنع التأثيرات التي تحدث خلال اللعبة. مصدر ربح روبلوكس الأساسي هو شراء اشتراك "Premium" وهو ليس أساسيًا للعب الألعاب أو لصناعتها، ال «بريميوم» ثلاثة مراتب العادي، والتيربو، والخارق، ولكل واحد مميزاته.
اعتبارا من عام 2017، روبلوكس لديها أكثر من 500,000 المبدعين لعبة تصميم الألعاب، و 30 مليون لاعب نشط شهريا، الذين سجلوا أكثر من 300 مليون ساعة من اللعب.
تم تصميم اللعبة لتكون صديقة للأسرة، مع القدرة على تشغيل على مجموعة واسعة من الأجهزة والمنصات، بما في ذلك أجهزة الكمبيوتر، ماك، أندرويد، آي أو إس، إكس بوكس، وأوكولوس.
وفي أغسطس 2025 قدّمت ولاية لويزيانا الأميركية دعوى قضائية ضد روبلوكس، متهمةً إياها بتسهيل استغلال الأطفال عبر منصّتها. من جانبها نفت المنصة الاتهامات وادّعت أنّها مزاعم غير صحيحة.  ولأسباب مشابهة قررت عُمان وقطر أيضًا حظر استخدام ألعاب الشركة.

## التطوير (2004-2006)
تم تطوير روبلوكس بواسطة ديفيد بازوكي وايريك كاسل في 2004 وأطلقت رسميا نسخته الأولية في نفس العام تحت اسم "dynablocks"، تم تعديل اسمه في 2005 إلى «روبلوكس» وتم اطلاق صفحته الرسمية في 2006، في عام 2005 ظهرت أول عملة في روبلوكس باسم "Roblox Points" أو نقاط روبلوكس.[note-:2-5]

## أوائل التاريخ (2006-2009)
كان يمكن تجميع نقاط روبلوكس من خلال إكمال ألعاب مخصصة طورت بواسطة فريق تطوير روبلوكس، في تاريخ 22 ديسمبر 2006 تم تحديث روبلوكس ليضم إمكانية إرسال طلبات صداقة وإرسال الرسائل وتم أيضا إضافة شارات الإنجازات، وفي عام 2007 تم إضافة إمكانية تغيير وتزيين الشخصية وفي أواخر يناير تم إضافة إمكانية إرسال التقارير للإبلاغ عن مخالفي القوانين لموظفي روبلوكس، وفي مارس 2007 تعاونت روبلوكس مع «قانون حماية خصوصية الأطفال على الإنترنت» لتكوين نظام دردشة أكثر أمانا مما سمح للأعضاء الذين أقل من 13 سنة برؤية الكلمات المكتوبة في القائمة البيضاء، وأيضا أضافوا اشتراك نادي البنائين وأصلحوا مشاكل في الخادم.
ولكن في منتصف عام 2007 اختفت نقاط روبلوكس واستبدلت بعملة ال"Robux" أو الروبوكس.
في أغسطس 2007، أضاف روبلوكس عضوية نادي البنائين، وتم إدخال تحسينات على الخادم، وهناك أنواع مختلفة من نادي بنايات، والتي تقدم خدمات مختلفة: BC (من الإنجليزية: بناة النادي)، 15 ر.ع في اليوم الواحد، TBC (From English: Turbo نادي بناة البناء، 35 ريالاً برازيلياً في اليوم، OBC (من نادي بناة الأناقة الغاضبين)، 60 ريالاً برازيلياً في اليوم الواحد، بما في ذلك الخرائط الإضافية، وإمكانية تبادل سلع محدودة، وإمكانية صنع القمصان، والسراويل، والقدرة على بيع القمصان الخاصة بك (تي شيرت)، هذه صورة لتزيين قميصك، لتكون قادرًا على الانضمام بالإضافة إلى إنشاء عدد أكبر من المجموعات، اعتمادًا على نوع نادي البنائين وفي حالة استخدام OBC لموضوع حصري للصفحة. تمت إزالة التذاكر في وقت لاحق في 14 أبريل 2016، واعتقد العديد من اللاعبين أنها كانت مزحة في ذوق سيّئ ولكنها كانت حقيقة. غادر العديد من اللاعبين روبلوكس بسبب اختفاء Tix / تذاكر منذ ذلك الحين إذا كنت تريد Robux لديك لشرائه.

## الميزات والخصائص الحصرية للعبة (2010-2012)
في عام 2011، تم إنشاء أكثر من 5.4 مليون لعبة من قبل المستخدمين. عقد مؤتمر روبلوكس الأول، الذي أطلق عليه Roblox Rally، في 1 أغسطس 2011 في Exploratorium في سان فرانسيسكو، كاليفورنيا. بعد ذلك، تم تغيير الاسم إلى لعبة Roblox Game، ثم مرة أخرى إلى Bloxcon في عام 2013، والذي حدث في العديد من المدن. في ديسمبر 2011، عقدت روبلوكس أيضًا أسبوع Hack Week، وهو حدث سنوي حيث يعمل المطورون على الأفكار المبتكرة خارج الصندوق للتطورات الجديدة التي قدمتها الشركة. في 11 ديسمبر 2012، أصدرت روبلوكس نسخة iOS من اللعبة.

## التاريخ المعاصر (2013 إلى الوقت الحاضر)
توفي مؤسس روبلوكس، ايريك كاسل، في 11 فبراير 2013، بعد ثلاث سنوات من الحرب ضد السرطان. في ديسمبر 2013، تم توفير ملحق رسوم متحركة ليتم استخدامه. كان المستخدمون قادرين أيضًا على إدخال Humanoids الأساسية من خلال واجهة Roblox Studio. في 1 أكتوبر 2013، أصدر روبلوكس ميزة تسمى Developer Exchange (DevEx). تتيح هذه الوظيفة للمستخدمين تبادل Robux بهم بالدولار الأمريكي. متطلبات استخدام هذه الوظيفة هي 100000 روبية كحد أدنى، وتنتمي إلى نادي بناة Outrageous، وحساب PayPal صالح. اعتبارًا من 29 تشرين الثاني 2016، ستكون علاقة العمل الحالية 500 روبل إلى 1 دولار أمريكي. في سبتمبر 2016، قالت روبلوكس أنها دفعت 7 ملايين دولار لمطوري المجتمع. في 16 يوليو 2014، أصدرت روبلوكس إصدار Android، وفي 31 مايو 2015، تمت إضافة ميزة تسمى التضاريس الناعمة، مما أدى إلى زيادة الدقة الرسومية وتغيير محرك الفيزياء من نمط كتلة إلى نمط أكثر واقعية. الحصول على أسلوب أكثر ليونة. في صيف عام 2015، أصبحت جميع الشارات المتعلقة بالقتال غير قابلة للتحقيق. في 27 يناير 2016، أصدر Roblox إصدارًا لإكس بوكس وان، مع اختيار مبدئي من 15 لعبة فقط، ثم ازداد إصدار Roblox الخاص بالـ Xbox One بشكل ملحوظ بعدد الألعاب المتاحة، والآن يمكن للمطورين تمكين خيار للسماح لألعابهم أن تكون متوفرة في وحدات التحكم، من خلال عملية موافقة، تخضع لمعايير مجلس تقييم إنترارتمينت سوفتوير (ESRB)، في 14 أبريل 2016، سحبت روبلوكس عملتها الثانوية، وتسمى التذاكر لأنهم اعتبروها غير مجدية. خلال الثلاثين يومًا قبل القضاء عليه، أطلق روبلوكس قبعات (Hats) لا يمكن شراؤها إلا من خلال التذاكر كعناصر حصرية وتذكارية. بالإضافة إلى ذلك، قالوا إن نظام RoblEx (النظام الذي يقوم بتغيير التذكرات إلى ROBUX والعكس بالعكس) سيتم التخلص منه. في أبريل 2016، أطلق Roblox Roblox VR لـ Oculus Rift. في هذا الوقت قالوا أن أكثر من 10 ملايين من ألعابهم كانت متوفرة في 3D. بالنسبة للعبة ثلاثية الأبعاد، تمت إضافة خيار التبديل بين منظور الشخص الأول والشخص الثالث. في يونيو 2016، أصدرت الشركة نسخة متوافقة مع ويندوز 10. على الرغم من أن اللعبة كان له وجود في جهاز الكمبيوتر منذ عام 2004 مع نسخة على الشبكة العالمية، وهذه هي المرة الأولى التي تحديثه مع قاذفة منفصلة بنيت ويندوز. على الرغم من ذلك، لا يحتوي الإصدار المصمم حصريًا لنظام التشغيل Windows 10 على مشغل Roblox Studio (محرر روبلوكس). في علامة عشر سنوات من روبلوكس، وصلت الشركة معلما من 40 مليون مستخدم نشط شهريا، ما يقرب من 000 900 المستخدمين المتزامنين وأكثر من 450 مليون ساعة من الاستخدام، في حين يدير اللعبة على الهواتف، أجهزة لوحية، وأجهزة الكمبيوتر، VR و Xbox. في هذه المرحلة، كان مبدعو اللعبة الرئيسيون على النظام الأساسي يحققون أيضًا أرباحًا تصل إلى 50000 دولار شهريًا. في 10 من كانون الأول 2016، غيّروا شعارهم. تقاعد سلامة ميزة الدردشة وحلت محلها نظام يقوم على القائمة البيضاء مع مجموعة من الكلمات المقبولة للمستخدمين تحت 13 سنة وعلى القائمة السوداء للمستخدمين الآخرين. يسمح هذا النظام الجديد للمستخدمين الذين تقل أعمارهم عن 13 عامًا بإنشاء محتوى على موقع الويب، ولم يُسمح لهم بذلك مسبقًا. وفي يناير كانون الثاني عام 2017، اتضح أن الألعاب ألعاب رمي روبلوكس تم إنشاؤها من قبل اللاعبين، والتي ستبدأ أن تكون متاحة للشراء في فبراير من العام نفسه.

أيقونة مشغل Roblox.

في أكتوبر من عام 2017، تم التخلص من الضيوف بقرار من اللعبة.

## أسلوب اللعب
في روبلوكس، يستكشف اللاعبون عوالم ثلاثية الأبعاد (البعد الثالث أو ثلاثي الأبعاد). الأنشطة في عالم اللعبة تشمل الاستكشاف، ووضع المواد، وجمع الموارد، والألعاب المصغرة والقتال.
يمكن للاعبين تخصيص شخصيات الافتراضية بالعناصر المختلفة. يمكن للاعبين إنشاء الملابس الخاصة بهم. ويمكنهم أيضًا جمع وتبادل الكائنات، خاصة المقتنيات أو الأشياء ذات الإصدار المحدود، كما يوجد نوع من العملة يسمى Robux و Tix. Robux هي عملة تدفع بأموال حقيقية، وهناك مبالغ مختلفة من المال، وكان Tix عملة تم الحصول عليها خلال الأيام. تم مسح العملة لأن الأموال التي كسبتها الشركة كانت قليلة

## التفاعل الاجتماعي
يمكن للاعبين إضافة أشخاص آخرين يعرفونهم في اللعبة إلى قائمة أصدقائهم. منذ عام 2011، يمكن القيام بذلك أثناء التشغيل. في 4 فبراير 2015، تم تقديم تحديث جديد لاستبدال الأصدقاء ونظام أفضل الأصدقاء والأصدقاء والمتابعين بالاسم. يسمح هذا التحديث بحد أقصى 200 من الأصدقاء والأتباع غير المحدودين. يتوفر للاعبين أيضًا خيار الانضمام إلى مجموعات المنتديات. بعد الانضمام، يمكن للاعبين الإعلان عن مجموعتهم والمشاركة في علاقات المجموعة وتأسيس مجموعتهم الأساسية.

رمز Roblox Studio

## طبعة
يتم تطوير اللعبة والبناء من خلال تطبيق يسمى Roblox Studio. وهو برنامج مجاني يأتي مع روبلوكس.
يمكن للاعبين استخدام Roblox Studio، وهو نظام بناء متكامل لبناء أماكن مع الطوب من مختلف الألوان والأشكال. يمكن للاعبين أيضًا استخدام المكونات الإضافية والأدوات اللازمة للبناء. كما يتمتع اللاعبون بالقدرة على التمرير من خلال مكتبة روبلوكس وإيجاد نماذج وبرامج نصية مجانية. كما أنشأت روبلوكس نظامًا نموذجيًا رسميًا للشركة المصنعة، حيث يستطيع صانعو النماذج إنشاء وإبداع أعمالهم على الصفحة الأولى من النماذج في قسم المكتبة.
يمكن للاعبين أن يستخدموا لغة مختلفة من لغة برمجة لوا لتغيير بيئة اللعبة ديناميكيًا، ويمكن تطوير الإضافات مع لوا لاستخدامها في Roblox Studio.

## وصلات خارجية
- روبلوكس على موقع Google Play (الإنجليزية)
- روبلوكس على موقع IMDb (الإنجليزية)